# Chapelle Saint-Gilles de Mianoye
 (avril 2022).
Si vous disposez d'ouvrages ou d'articles de référence ou si vous connaissez des sites web de qualité traitant du thème abordé ici, merci de compléter l'article en donnant les références utiles à sa vérifiabilité et en les liant à la section « Notes et références ».
La chapelle Saint-Gilles est un édifice religieux catholique situé à Mianoye (commune d’Assesse), en province de Namur (Belgique). Ancienne chapelle castrale construite en 1731, la chapelle est classée au patrimoine immobilier de la Wallonie (1949).

## Histoire
Au Moyen Âge Mianoye était une seigneurie qui avait son château, et avec le château une chapelle castrale. Le château — troisième construit sur le même site — a disparu en 1970 mais sa chapelle castrale, dédiée à saint Gilles, survécut et se trouve aujourd’hui isolée dans un petit bois. D’esprit classique l’édifice actuel, de briques et pierres, fut construit en 1731 comme l’indique la date inscrite sur la clé du linteau de la porte d’entrée. Cependant une croix mortuaire de 1673, fixée dans le mur latéral extérieur, rappelle l'existence d'un édifice antérieur. 

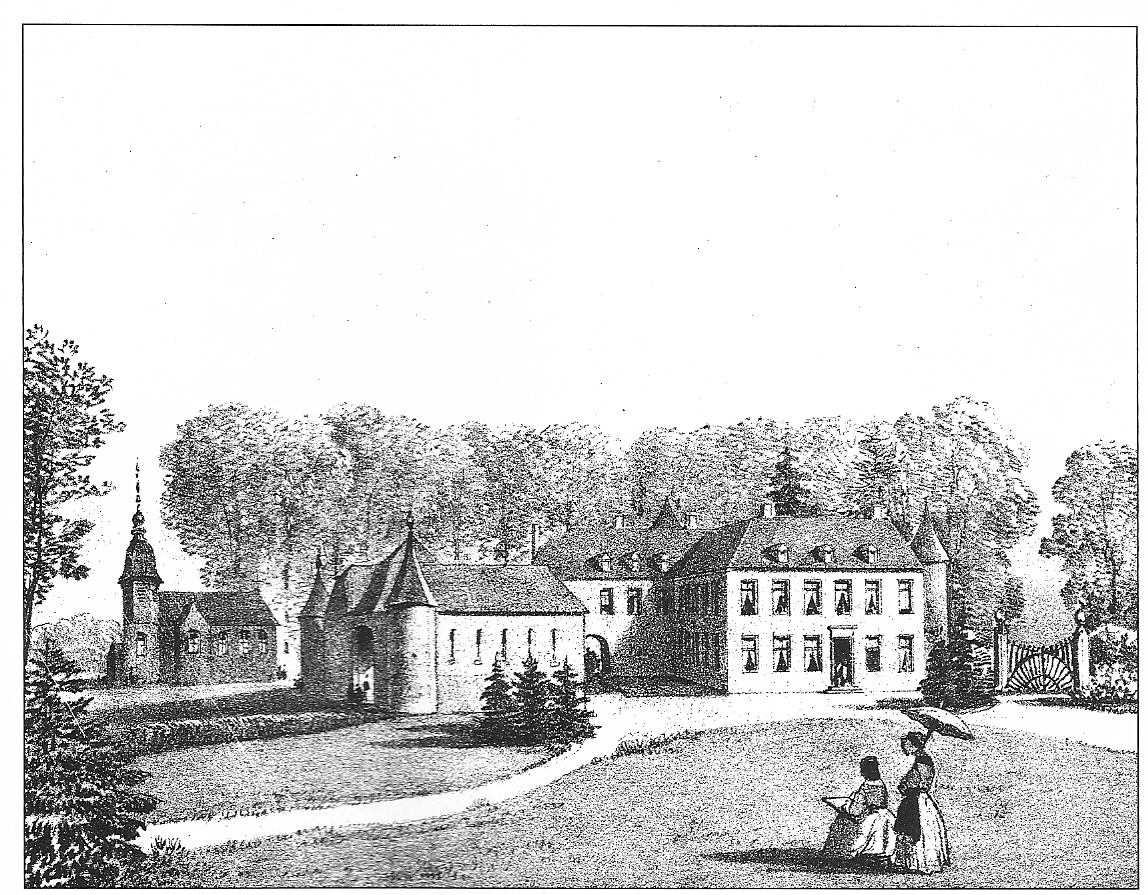
Chapelle et château de Mianoye au XVIIIe siècle (gravure)

## Description
Le  porche est des plus simples, avec une seule porte d’entrée tout à fait ordinaire sur son côté latéral droit. Par contre, au dessus de la façade s’élève un clocheton modeste et ravissant au tambour hexagonal de tradition baroque se prolongeant en une flèche étagée de grande élégance. 
Son plan au sol est plus proche de la croix grecque que latine : une nef d’une travée, un transept et un chœur et sanctuaire aussi long que la nef avec chevet à trois pans. L’intérieur est éclairé par des fenêtres sous linteau courbe et couvert d’un plafond stuqué d’esprit Louis XVI. Le mobilier du XVIIIe siècle a été conservé. Les autels en bois peint, de style Louis XIV et datés de 1731, ainsi que des bancs millésimés 1782, voisinent avec une cuve baptismale sphéro-cubique et une statue de saint Roch de l’école de Jean Del Cour datée des alentours de 1700.
Derrière la chapelle se trouvent quelques sépultures du XXe siècle, avec dalles mortuaires adossées au chevet.

## Classement
La chapelle Saint-Gilles et ses abords immédiats furent classés au patrimoine de Wallonie, comme monument et site, le 20 juin 1949.  Une restauration eut lieu en 1968-1969.  Bien que, extérieurement, apparaissant bien entretenue la chapelle garde un aspect ‘abandonné’. Aucune activité, ni religieuse ni autre, ne semble y être organisée. Bien que classée, aucune information touristique n’est fournie sur place.